# 1933-as magyar teniszbajnokság
Az 1933-as magyar teniszbajnokság a harmincötödik magyar bajnokság volt. A férfi egyes és páros bajnokságot június 6. és 11. között az UTE pályáján, a női egyes és páros, valamint a vegyes páros bajnokságot június 19. és 27. között a BSE pályáján rendezték meg Budapesten.

## Eredmények
| Versenyszám  | Arany                                          | Arany | Ezüst                                            | Ezüst | Bronz                                                                     | Bronz |
| ------------ | ---------------------------------------------- | ----- | ------------------------------------------------ | ----- | ------------------------------------------------------------------------- | ----- |
| Férfi egyéni | Gabrovitz Emil Újpesti TE                      |       | Kiss Kálmán Újpesti TE                           |       | Straub Elek BEACFriedrich Tibor MAFC                                      |       |
| Női egyéni   | dr. Schréder Lászlóné BLKE                     |       | Sárkány Lili BBTE                                |       | dr. Paksy Józsefné BLKEKisfaludy Ida MAC                                  |       |
| Férfi páros  | Kehrling Béla, Drjetomszky György MAC          |       | Gabrovitz Emil, Aschner Pál Újpesti TE           |       | Ferenczy Emil, Friedrich Tibor MAFCStraub Elek, Straub János BEAC         |       |
| Női páros    | dr. Schréder Lászlóné, dr. Paksy Józsefné BLKE |       | Demkó Eszter, Brandenburg Ottóné BSE             |       | Tsuk Rudolfné, Tihanyi Lászlóné Újpesti TEVargha Gyuláné, Aszlán Baba BSE |       |
| Vegyes páros | Straub Elek, dr. Schréder Lászlóné BEAC, BLKE  |       | Drjetomszky György, dr. Paksy Józsefné MAC, BLKE |       | Bánó Lehel, Sárkány Lili BBTEKiss Kálmán, Tsuk Rudolfné Újpesti TE        |       |